# Cryptocheiridium australicum
Cryptocheiridium australicum es una especie de arácnido del orden Pseudoscorpionida de la familia Cheiridiidae.

## Distribución geográfica
Se encuentra en Australia.